# باشگاه فوتبال هلاس ورونا
باشگاه فوتبال هلاس ورونا (به ایتالیایی: Hellas Verona F.C) یک باشگاه فوتبال ایتالیایی در شهر ورونا است که در سال ۱۹۰۳ میلادی تأسیس شد. این تیم، سابقه یک قهرمانی سری آ در فصل ۸۵–۱۹۸۴ را در کارنامه دارد.

## افتخارات
سری آ:
- قهرمانی (۱): ۸۵-۱۹۸۴

سری بی:
- قهرمانی‌ها (۳): ۵۷-٬۱۹۵۶ ۸۲-٬۱۹۸۱ ۹۹-۱۹۹۸

جام حذفی ایتالیا:
- نایب قهرمانی‌ها (۳): ٬۱۹۷۶ ٬۱۹۸۳ ۱۹۸۴

## بازیکنان مشهور
- جامپائولو پاتزینی
- مائورو کامرونزی
- آلبرتو جیلاردینو
- فیلیپو اینزاگی
- پائولو روسی
- لوکا تونی
- جو جردن

## مربیان مشهور
- چزاره پراندلی